# آبار سجا
آبار سجا التاريخية تقع في منطقة عالية نجد وفي منطقة الدرع العربي وتعتبر أحد موارد ومناهل المياة الجوفية التي تكرر اسمها في الكثير من الكتب التاريخية. تقع تحديدا جنوب محافظة عفيف وشرق مركزالمردمة. قال عنها ياقوت الحموي «السجا والثعل، وحولهما، وهي لبني الاضبط، وبني قوالة، فما يلي الثعل لبني قوالة بن أبي ربيعة، وما يلي السجا لبني الاضبط بن كلاب، وهما من أكرم مياه نجد، وأجمعه لبني كلاب. وسجا بعيدة القعر، عذبة الماء» معجم البلدان.